# 2022年7月

## 7月1日
- 慶祝香港回歸祖國25周年大會暨第六屆特區政府就職典禮在香港會議展覽中心舉行，由李家超率領的新一屆政府領導班子在中共中央總書記、中國國家主席習近平的監督下宣誓就職[1]。習近平為期兩天的訪港行程結束。
- 以色列看守总理亚伊尔·拉皮德接任納夫塔利·貝內特担任第14任以色列总理[2]。
- 在2021年的公民投票通過立法提案後，瑞士正式成為第30個承認同性婚姻合法化的國家[3]。

## 7月2日
- 2022年太平洋台风季第3号台风“暹芭”下午3时在广东省茂名市电白县登陆。[4]

## 7月3日
- 丹麦首都哥本哈根阿邁厄島一大型购物商场内发生枪击事件，已造成3人死亡，4人受伤。22岁的嫌疑人已被警方逮捕。当地警方表示此次事件不能排除是一场恐怖袭击。[5][6][7]。
- 俄羅斯西洋棋棋手扬·涅波姆尼亚希在2022年西洋棋世界冠軍候選人賽提前贏得冠軍[8]。
- 西北部因憲法改革爆發抗議活動，總統·宣布當地進入緊急狀態[9]。
- 匈牙利首都佩斯舉行2022年世界游泳錦標賽閉幕式，美國代表團和中國代表團贏得最多面金牌[10]。

## 7月4日
- 匿名駭客聲稱從上海警察的數據庫中竊得十億中國大陸居民的個人信息，並在互聯網上以10比特幣的價格公開售賣。[11]
- 美國伊利諾州高地公園舉行的美國獨立日遊行遭遇大規模槍擊事件，造成至少6人死亡和35人受傷[12]。

## 7月5日
- 雨果·迪米尼-科潘、许埈珥、詹姆斯·梅纳德、马林娜·维亚佐夫斯卡四位数学家获颁2022年菲尔兹奖。[13]
- 歐洲議會以壓倒性票數通過《數位市場法案》最終版本，用以監管和結束科技巨擘的壟斷行為[14]。

## 7月6日
- 由于首相约翰逊一系列的失当表现，共有42名约翰逊内阁官员（包括2名内阁大臣、13名國務大臣、17名国会私人秘书）辞职以示不满。[15]
- 美國聯邦調查局長克裡斯托弗·雷和英國軍情五處處長肯·麥卡勒姆，在MI5泰晤士宮總部共同現身發表聲明，表示中國是對兩國經濟與國安層面的長期威脅，同時向包括商界領袖和大學高層人員在內的與會者警告不要低估中國的間諜活動規模和複雜程度[16][17][18]。

- 联合国五家机构的调查显示，2021年饥饿人口增长至到8.28亿。[19]

## 7月7日
- 英国首相约翰逊发表辞职声明，并将留任首相直到保守党选出新党首。[20][21]
- 美國聯邦地區法院以侵犯非裔美國人喬治·佛洛伊德公民權為由，判處前警官德里克·肖萬21年有期徒刑[22]。

## 7月8日
- 日本前內閣總理大臣安倍晉三於奈良市大和西大寺站演講時，遭到手枪射擊，事發後送醫不治，享年67岁。[23][24][25]
- 埃隆·马斯克宣布中止对Twitter的收购。[26]
- 瑞士法院裁定前主席塞普·和前主席的欺詐罪名並不成立[27]。

## 7月9日
- 在反政府示威者占领总统府的迫使下，斯里兰卡总理拉尼尔·维克勒马辛哈和斯里兰卡总统戈塔巴雅·拉贾帕克萨宣布辞职。[28][29]

## 7月10日
- 2022年河南多家村镇银行取款难事件中受害的大批储户在中国人民银行郑州支行门前聚集进行维权活动，要求银行归还存款。[30][31]
- 南非約翰內斯堡的索韦托發生槍擊案，槍手在當地向一家小酒館裡的人開火，造成至少15人死亡、9人受傷。[32]

## 7月11日
- 日本自民黨在第26屆日本參議院議員通常選舉中取得多數席位。[33]
- 諾瓦克·喬科維奇和伊莲娜·莱巴金娜分別在2022年溫布頓網球錦標賽贏得男子單打和女子單打冠軍。[34]
- 美国航空航天局公布詹姆斯·韦伯太空望远镜拍摄的首张照片《韋伯的首次深空》。[35]

## 7月12日
- 欧洲联盟正式批准克罗地亚加入欧元区，2023年1月1日起生效。[36]
- Twitter向特拉华州衡平法院（英语：Delaware Court of Chancery）起诉埃隆·马斯克，要求马斯克按照原定条款继续进行收购。[37]

## 7月13日
- 早前宣布辞职的斯里兰卡总统戈塔巴雅·拉贾帕克萨与夫人逃往马尔代夫。总理拉尼尔·维克勒马辛哈宣布国家进入紧急状态。[38][39]
- 因朝鲜宣布承认卢甘斯克人民共和国和顿涅茨克人民共和国为独立国家。[40]乌克兰宣布与朝鲜断交。[41]
- 歐元區貨幣歐元因為能源危機和通貨膨脹而一度貶破1美元，創下2002年12月以來新低紀錄[42]。

## 7月14日
- 馬里奧·德拉吉提出辭任意大利总理職務[43]。
- 在爛尾樓「停貸風波」影響下，上千名西安爛尾樓受害業主一度包圍陝西銀保監局，要求查辦銀行違規放貸給建商[44]。
- 俄羅斯聯邦軍隊針對烏克蘭中部城市文尼察發動導彈襲擊，造成至少23人死亡和超過100人受傷[45]。

## 7月15日
- 墨西哥軍方成功逮捕被美國聯邦調查局列為十大通緝要犯的瓜達拉哈拉販毒集團創辦人拉斐爾·卡洛·昆特羅[46]。

## 7月17日
- 一架从塞尔维亚飞往孟加拉国的乌克兰安-12运输机在希腊北部城市卡瓦拉附近坠毁，造成机上8人遇难。塞尔维亚报道称，飞机上有载11.5吨塞尔维亚移交给孟加拉国官方的武器和地雷。[47][48]
- 在美国阿拉巴马州伯明翰举行的2022年世界運動會正式闭幕，德国代表团（英语：Germany at the 2022 World Games）取得最多面金牌，东道国美国（英语：United States at the 2022 World Games）紧随其后。
- 位于中华人民共和国湖北省鄂州市的鄂州花湖机场正式投运使用，为亚洲第一个、世界第四个专业货运机场[49]。

## 7月18日
- 乌克兰总统泽连斯基暂停了总检察长伊琳娜·韦涅季克托娃及国家安全局局长伊万·巴卡诺夫的职务，理由是两人所管理的部门涉嫌为俄罗斯情报部门服务。[50]
- 南歐、西歐、中歐等歐洲地區遭遇熱浪並引發大規模野火，造成3,600多人死亡[51]。
- 愛沙尼亞改革黨、社會民主黨、祖國黨共同組成新聯合政府，並由卡婭·卡拉斯出任總理職務[52]。
- 德拉帕迪·慕爾穆当选印度共和国第15任总统。

## 7月19日
- 皮特凯恩群岛报告首宗COVID-19病例。[53]
- 伊朗司法部在德黑蘭逮捕著名電影導演贾法尔·帕纳希，並要求其服完2010年被判處的6年有期徒刑[54]。

## 7月20日
- 曾六次担任总理的拉尼尔·维克勒马辛哈被选举为斯里兰卡总统[55]，迪内什·古纳瓦德纳获任命为新一任斯里兰卡总理[56]。

## 7月21日
- 義大利總理馬里奧·德拉吉因為聯合內閣分裂而辭職，其後總統塞爾焦·馬達雷拉解散議會改選[57]。
- 學術期刊《科學》專文指出，美國明尼蘇達大學雙城分校神經科學家西爾萬·萊斯內在2006年發表有關的論文以及相關圖片可能存在学术造假。[58][59]

## 7月22日
- 南京玄奘寺被爆料供奉日本战犯，引发网友和官媒的广泛关注、热议和谴责。[60][61][62]
- 俄羅斯與烏克蘭分別與聯合國與土耳其簽署穀物出口協議，同意重新開放黑海的穀物運送路線[63]。
- 美國田徑運動員悉妮·麦克劳克林在海沃德田径场舉辦的世界田徑錦標賽，以50秒68打破400公尺跨欄比賽紀錄[64]。

## 7月23日
- 世界衛生組織宣佈2022年猴痘疫情為國際關注的突發公共衛生事件[65]。
- 尼克尼克·武罗巴拉武当选并就任瓦努阿图第10任总统。

## 7月24日
- 中国空间站问天实验舱于海南文昌航天发射场成功发射升空。[66][67]
- 巴伊拉姆·贝加伊就任阿尔巴尼亚总统。
- 菲律宾馬尼拉雅典耀大學爆发枪击案，当时正出席女儿毕业典礼的前拉米坦（英语：Lamitan）市长罗西塔·福里盖（Rosita Furigay）与另外四人遇害。[68]
- 美國奧勒岡州尤金舉行2022年世界田徑錦標賽閉幕式，美國代表團贏得最多面金牌[69]。
- 丹麥職業腳踏車車手喬納斯·溫格高在法國舉辦的2022年環法自行車賽中贏得總冠軍[70]。

## 7月25日
- 德拉帕迪·慕爾穆就任印度共和国第15任总统。
- 缅甸军政府宣布处决四名被指控帮助实施“恐怖行为”的民主活动人士，包括覺敏友及扎亚桑（英语：Zayar Thaw），是缅甸数十年来首次执行死刑[71]。

## 7月26日
- 克羅埃西亞連結主要領土與杜布羅夫尼克的佩列沙茨大橋正式完工，此為該國規模最大的戰略性基礎設施[72]。
- 四川乐山沐川县一民警持枪伤2人，杀害3人后弃枪逃匿。警方发布悬赏并出动民兵，民警和无人机搜捕嫌犯。据报道，犯案民警曾50天内救落水者，犯案动机尚不明了。[73][74]
- 澳洲教授確認1948年在阿得雷德海灘上發現的著名無名屍體薩默頓男子的身份[75]。
- 捷克烏斯季州瑞士國家公園和德國薩克森小瑞士國家公園因為高溫和乾旱等因素助長，發生大規模森林大火[76]。

## 7月27日
- 菲律宾吕宋岛凌晨发生6.8级地震[77]。

## 7月28日
- 在香港紅磡體育館舉行的MIRROR.WE.ARE LIVE CONCERT 2022第四場演出中發生嚴重事故，一面懸掛於空中的大型LED顯示屏突然墮下，砸傷兩名正在表演的舞蹈員[78]。
- 英國伯明罕亞歷山大體育場舉行2022年大英國協運動會開幕式，共計72個大英國協成員國代表團參與[79]。

## 7月29日
- 此前被乌克兰基辅法庭判处无期徒刑的俄罗斯士兵瓦迪姆·希希馬林获减刑至15年[80]。
- 出访加拿大的教宗方济各来到努納武特地區伊魁特，就加拿大印地安人寄宿學校系統虐待印第安土著儿童事件正式道歉[81]。
- 烏克蘭東部奥莱尼夫卡一座關押烏克蘭戰俘的監獄遭到炮擊摧毀，造成超過53人死亡和75多人受傷[82]。俄乌双方互相指责对方发动了此次袭击。

## 7月30日
- 陈凯歌、徐克、林超贤执导的电影《长津湖》获得第36届大众电影百花奖最佳影片奖。[83]

## 7月31日
- 美國眾議院議長南希·佩洛西啟程前往亞洲四國訪問，但官方公佈的行程不包括外界盛傳會出訪的台灣。[84]
- 英格蘭女足在決賽中以2比1加時擊敗德國女足，奪得2022年歐洲女子足球錦標賽冠軍，這是英格蘭女足的首個國際主要賽事冠軍。[85]
- 美國中央情報局在阿富汗首都喀布爾發動無人機攻擊，擊斃蓋達組織領導人艾曼·查瓦希里[86]。
- 荷蘭公路腳踏車車手安妮米克·范弗勒滕在2022年女子環法自行車賽贏得總冠軍[87]。